# 45×90地点
45×90地点（45×90ちてん）とは、両極から赤道までと本初子午線から180度経線までのそれぞれの中間の経緯度を持つ4つの地点のことである。具体的には、北緯45度線・南緯45度線・東経90度線・西経90度線のいずれか2つの交点のことである。

## 北緯45度・西経90度
最もよく知られ、人がよく訪れる45×90地点は、アメリカ合衆国ウィスコンシン州ウォーソー西郊、マラソン郡のリートブロック町内にある北緯45度0分0秒 西経90度0分0秒 / 北緯45.00000度 西経90.00000度地点である。この地点の標高は、海抜410mである。
ここには、マラソン郡公園委員会により設置された、45×90地点を表すマーカーと標識がある。実際の45×90地点が私有地の中にあるため、当初は故意に道路沿いのずれた場所に設置されていた。個人向けGPS機器の普及に伴い、後になって「実際の45×90地点はこのモニュメントの中央よりも1066.18フィート（324.97m）後方にある」旨の注意書きが標識に追加された。その後、2017年9月12日にマーカーは実際の45×90地点に再設置され、誰でもアクセスできるようになっている。

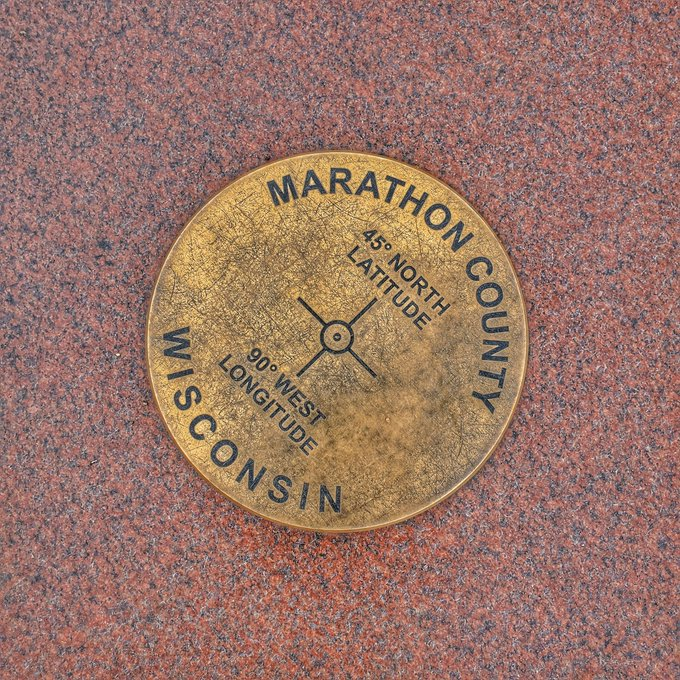
ウィスコンシン州マラソン郡にある現在の45×90地点のマーカー
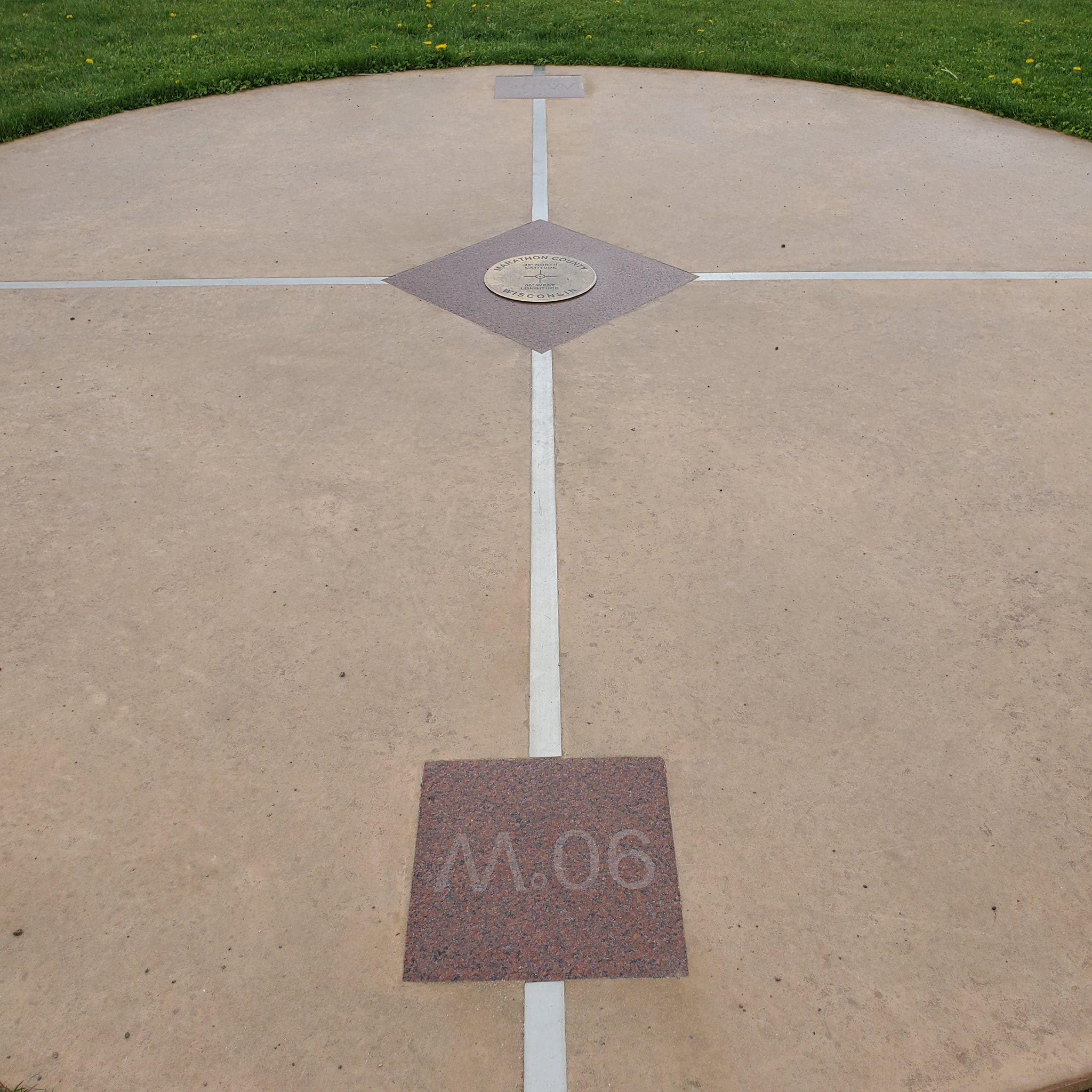
現在の45×90地点のマーカーの周辺
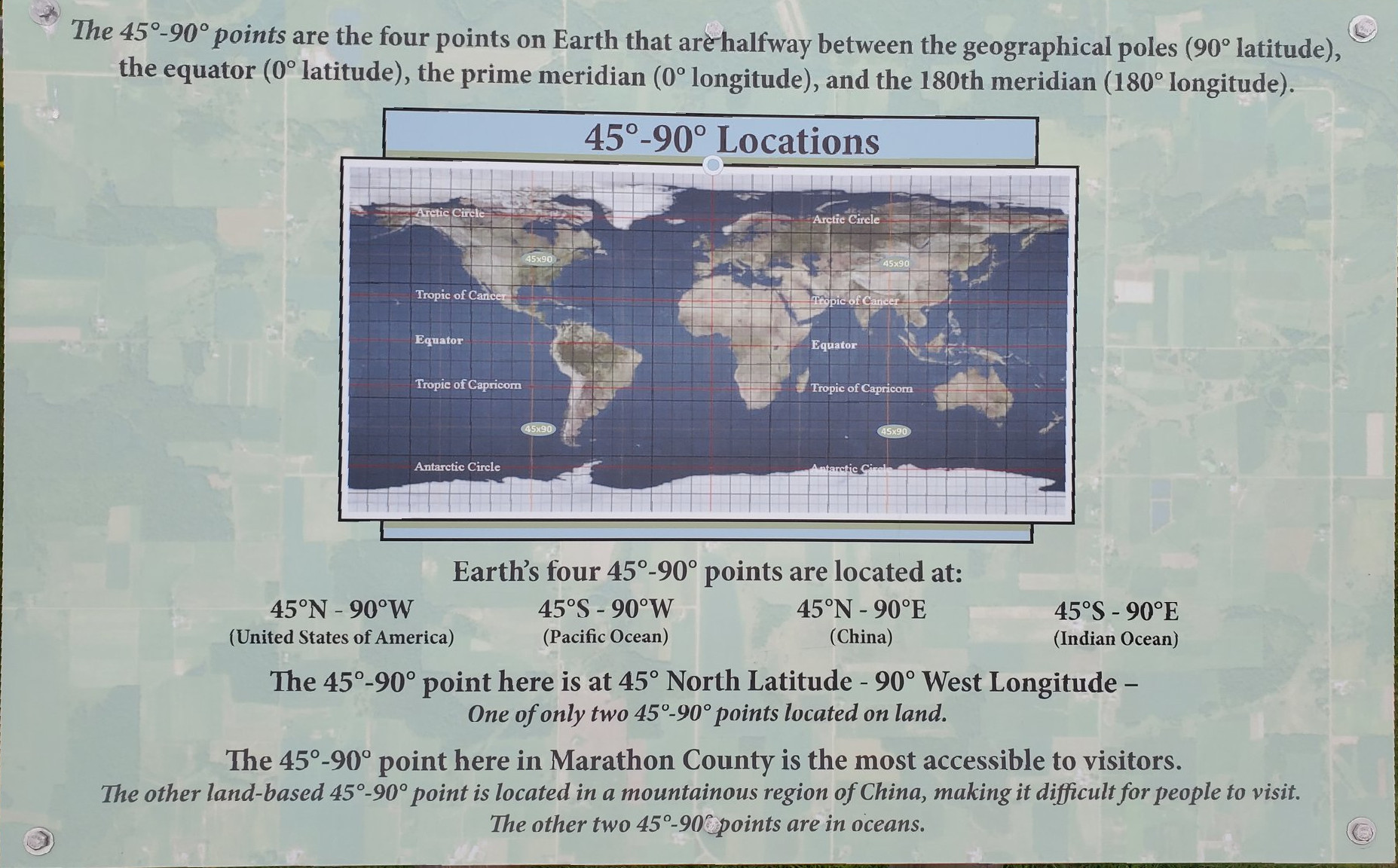
45×90地点の説明図
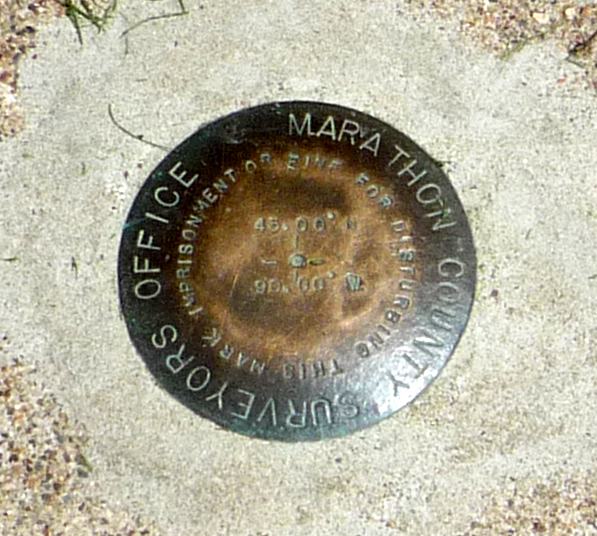
かつての45×90地点のマーカー（正しい位置ではない）
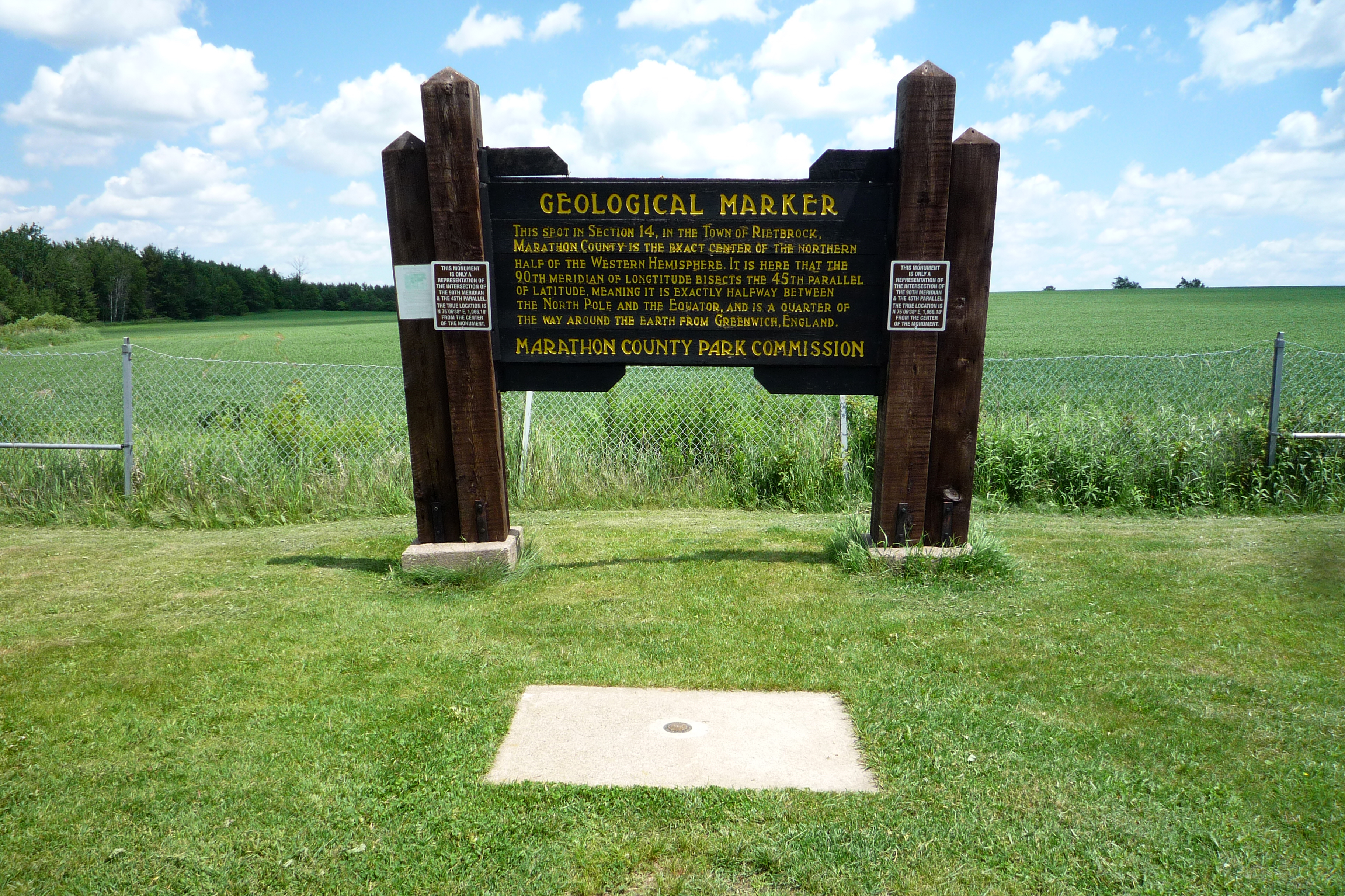
かつての北アメリカの45×90地点を示すマーカーと標識。後に「実際の45×90地点はこのモニュメントの中央よりも1066.18フィート（324.97m）後方にある」旨の注意書きが標識に追加された。

## 北緯45度・東経90度
もう1つの陸上の45×90地点は、中華人民共和国・新疆ウイグル自治区のモンゴルとの国境近くの荒地にある北緯45度0分0秒 東経90度0分0秒 / 北緯45.00000度 東経90.00000度地点である。ウルムチ市から240km北東のところにある。行政上は、奇台県とチンギル県の境界上にある。この地点の標高は、海抜1,009 mである。
2004年4月13日、一人のアメリカ人と、この地点に最も近い（110km南南西）奇台県の町のタクシー運転手がこの地点を訪問し、Degree Confluence Projectに訪問記録を残している。彼らの記録によれば、この地点には45×90地点であることを示す記念碑やマーカーなどは一切ない。

## 南緯45度・東経90度
南緯45度0分0秒 東経90度0分0秒 / 南緯45.00000度 東経90.00000度地点は、インド洋の海上である。サンポール島から南東に1,244 km、ハード島から北東に1,480 km、ケルゲレン諸島・ポルトーフランセから東北東に1,569 km、南極大陸から北に2,425 kmの位置にある。人が住んでいる場所で最も近いオーストラリア・西オーストラリア州のオーガスタからは、南西に2,448 kmである。アフリカからは、レユニオン島から南東に4,080 km、モザンビークのベンゲラ島から南東に5,550 km、南アフリカのモーセル・ベイから南東に5,800 kmである。この地点の水深は、3,197 mである。

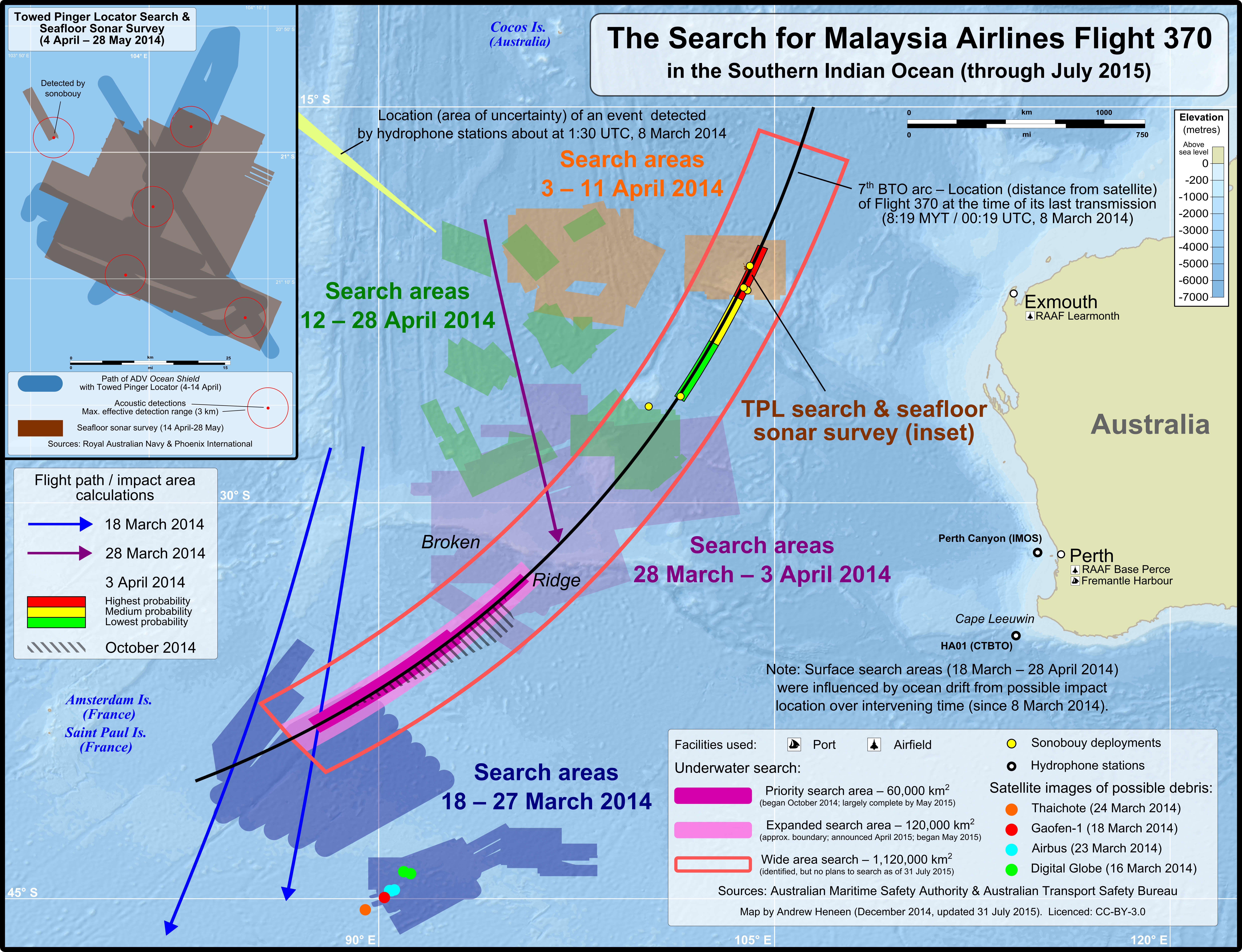
南緯45度・東経90度付近でのマレーシア航空370便の捜索

2014年3月、消息不明となったマレーシア航空370便の破片と見られる物がこの地点付近にあることが、衛星画像の解析により判明し、付近の捜索が行われた。

## 南緯45度・西経90度
南緯45度0分0秒 西経90度0分0秒 / 南緯45.00000度 西経90.00000度地点は、南太平洋の海上である。チリ・グアイテカスの西南西1,297 km、南極大陸の北3,070 kmの位置にある。この地点の水深は、4,180 mである。